# Sambuca Pistoiese
Sambuca Pistoiese – miejscowość i gmina we Włoszech, w regionie Toskania, w prowincji Pistoia.
Według danych na rok 2004 gminę zamieszkiwały 1604 osoby, 20,8 os./km².